# 歐黑蘚
歐黑蘚（学名：Andreaea rupestris）为黑蘚科黑蘚屬下的一个种。